# مریم فردوس
مریم فردوس (به عربی: مریم حامد خلیل فردوس، متولد ۱۵ سپتامبر ۱۹۸۴) یک فضانورد سعودی است که توسط کمیسیون فضایی عربستان سعودی به عنوان فضانورد پشتیبان برای مأموریت Axiom 2 انتخاب شد. انتخاب او به‌طور رسمی در ۱۲ فوریه ۲۰۲۳ اعلام گردید.
مریم فردوس، اپیدمیولوژیست، فعال بشردوستانه و غواص سعودی است که در مکه بزرگ شده است. او اولین زن سعودی و اولین زن عرب بود که در ۱ مه ۲۰۱۵ به اعماق اقیانوس منجمد شمالی (دایره قطبی شمالی) شیرجه زد. همچنین در ۱۶ آوریل ۲۰۱۶، مریم به عنوان اولین زن عرب و سومین زن در تاریخ، در قطب شمال غواصی کرد. او پس از فارغ‌التحصیلی از دانشگاه ملک عبدالعزیز در سال ۲۰۰۹، مدرک لیسانس پزشکی خود را دریافت کرد. مریم همچنین اولین زن از عربستان سعودی بود که در سال ۲۰۱۵ برای غواصی اقدام کرد، در حالی که زنان در این کشور حتی تا سپتامبر ۲۰۱۷ اجازه رانندگی با وسایل نقلیه را نداشتند.

## پیشه

### حرفه پزشکی
او مدرک MBBS خود را از دانشگاه KAU در جده در سال ۲۰۰۹ دریافت کرد و در سال ۲۰۱۷ با درجه ممتاز، کارشناسی ارشد اپیدمیولوژی را از کالج بهداشت عمومی و انفورماتیک بهداشت KSAU-HS کسب نمود. علاوه بر این، او دارای دیپلم مدیریت بازرگانی از دانشگاه ایالتی میسوری است.

### ظهور به عنوان یک غواص

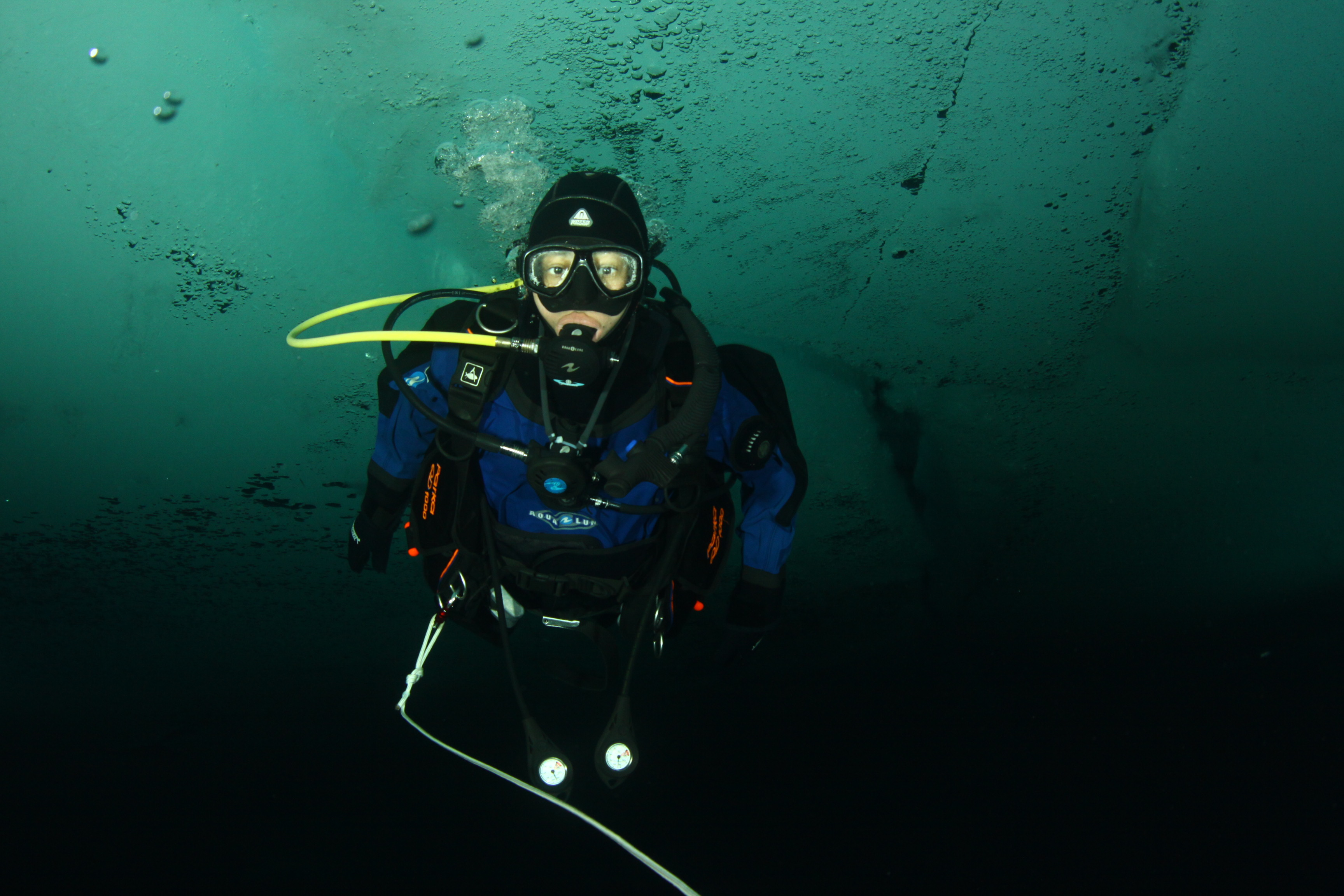
مریم فردوس در آب اقیانوس منجمد شمالی شیرجه زده است

فردوس پس از فارغ‌التحصیلی از کالج پزشکی KAU در سال ۲۰۰۹، به عنوان پزشک مشغول به کار شد. او یک سال قبل از آن، غواصی در دریای سرخ را آموخته بود، چراکه از داستان‌های پدرش دربارهٔ غواصی در آن منطقه که در کودکی برایش تعریف کرده بود، الهام گرفته بود. او تصمیم گرفت اولین زن عرب باشد که در اعماق اقیانوس منجمد شمالی غواصی می‌کند و سپس به قطب شمال می‌رسد. تلاش‌های او توجه جامعه زنان سعودی را به خود جلب کرد، زیرا زنان در آن زمان به‌طور کلی از رانندگی، شرکت در رقابت‌های ورزشی و دیگر فعالیت‌ها تحت محدودیت‌های حقوقی و قوانین شریعت منع شده بودند. بسیاری از این محدودیت‌ها در سال ۲۰۱۷ کاهش یافت.
در ۱ مه ۲۰۱۵، او اولین زن عرب بود که از دایره قطب شمال عبور کرد و سپس در ۱۶ آوریل ۲۰۱۶ (در سن ۳۳ سالگی)، به عنوان اولین زن عرب و سومین زن در تاریخ، در قطب شمال غواصی کرد.او همچنین اولین پزشک سعودی بود که در قطب شمال به غواصی پرداخت. [۲]

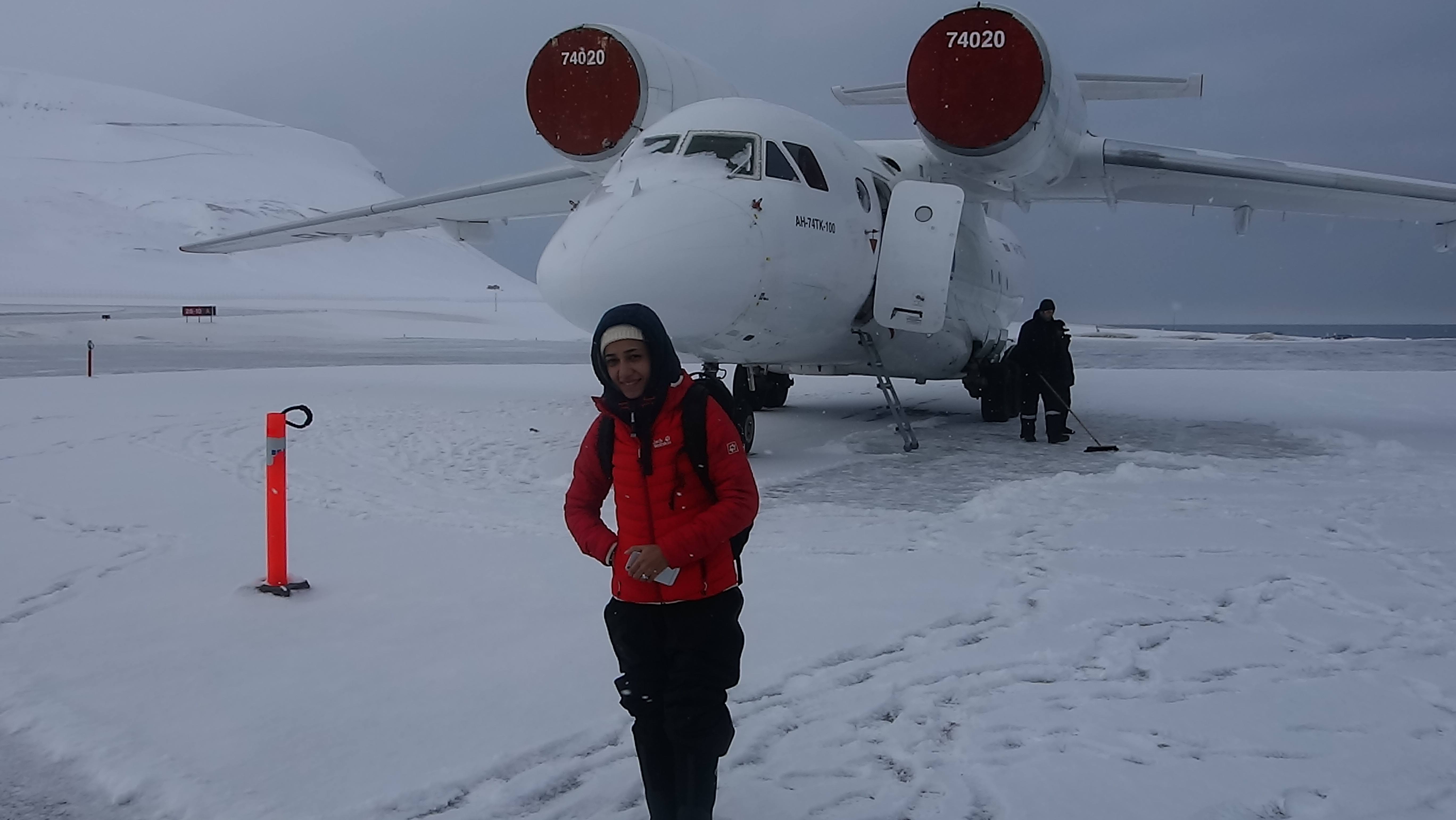
مریم فردوس پس از فرود در قطب شمال در مقابل هواپیمای Antonov An-74 عکس گرفت.

### کار بشردوستانه
در ۷ نوامبر ۲۰۰۷، وزارت بهداشت عربستان سعودی سه سال فعالیت بشردوستانه فردوس را در ایام حج به رسمیت شناخت. سپس در ۱۵ سپتامبر ۲۰۱۵، او به عنوان سفیر سازمان غیرانتفاعی آفریقایی African Impacts منصوب شد.
او همچنین به کشورهایی مانند آفریقای جنوبی، لبنان و یونان سفر کرده است تا امکانات پزشکی را برای افراد نیازمند، تحت حمایت انجمن فدراسیون بین‌المللی جمعیت‌های صلیب سرخ و هلال احمر، فراهم کند.

### فضانورد
در فوریه ۲۰۲۳، او به عنوان یکی از اعضای سپاه فضانوردان سعودی معرفی شد. اولین مأموریت او به عنوان عضو پشتیبان خدمه در مأموریت Axiom 2 خواهد بود.